# Liquinals
Els liquinals (Lichinales) són un ordre de fongs ascomicots de la classe dels liquinomicets (Lichinomycetes). La majoria d'espècies estan liquenitzades.

## Taxonomia
L'ordre Lichinales inclou tres famílies:
- Família Gloeoheppiaceae
- Família Lichinaceae
- Família Peltulaceae